# Гаврадия
Гавра̀дия (на гръцки: Γαβράδια) е малко селище на Халкидическия полуостров, Гърция, част от дем Аристотел, област Централна Македония. Според преброяването от 2001 година броят на жителите му е 46. Разположено е в едноименната гора, на няколко километра северно от Каливия Варварас.